# Commagene
Commagene (în armeană Կոմմագենէի Թագավորութիւն) a fost un antic regat armean din perioada elenistică.
Puțin se cunoaște despre regiunea respectivă înainte de începutul celui de-al II-lea secol î.Hr. Cu toate acestea, se pare că, din puținele dovezi, Commagene făcea parte dintr-un stat mai mare, care a inclus, de asemenea, Regatul Sophene. Regii de mai târziu ai Commagene au pretins să fi provenit din timpul dinastiei Orontide și, prin urmare, ar fi fost legați de familia care a fondat Regatul Armenia. Cu toate acestea, precizia acestor creanțe este incertă.
Această ordine a durat până în 163 î.Hr., când satrapul local, Ptolemeu de Commagene, sa stabilit ca domnitor independent după moartea regelui seleucid, Antioh al IV-lea Epifanes. Regatul Commagene și-a menținut independența până în anul 17 d.Hr., când devenit o provincie romană sub împăratul Tiberius. Acesta a reapărut ca un regat independent, atunci când Antioh al IV-lea a fost repus pe tron din ordin lui Caligula, ulterior detronat de același împărat, apoi restaurat la o pereche de ani mai târziu, de către succesorul său, Claudius. Statul reemergent a durat până în anul 72 d.Hr., atunci când împăratul Vespasian face regiunea o parte a Imperiului Roman în cele din urmă și definitiv.